# Джойс, Колин
Колин Джойс (англ. Colin Joyce, род. 6 августа 1994 года в Покателло, США) — американский профессиональный шоссейный велогонщик, выступающий за проконтинентальную команду Human Powered Health.

## Достижения
2015
3-й Чемпионат США U23 в групповой гонке
3-й Гран-при Либерти Сегурос
2016
Тур Альберты
1-й  Очковая классификация
1-й  Молодежная классификация
1-й Этап 1
1-й Этап 1 (КГ) Олимпия Тур
2017
1-й  Гран-при North Star
1-й Этап 5
2018
2-й Уинстон-Сейлем Классик
3-й Арктическая гонка Норвегии
1-й Этап 2
1. ↑  Colin JOYCE // https://www.uci.org/rider-details/78953